# Austrofestuca triticoides
Austrofestuca triticoides är en gräsart som först beskrevs av Carl Bernhard von Trinius, och fick sitt nu gällande namn av Evgenii Borisovich Alexeev. Austrofestuca triticoides ingår i släktet Austrofestuca och familjen gräs. Inga underarter finns listade i Catalogue of Life.